# Deutschordenskirche Friesach

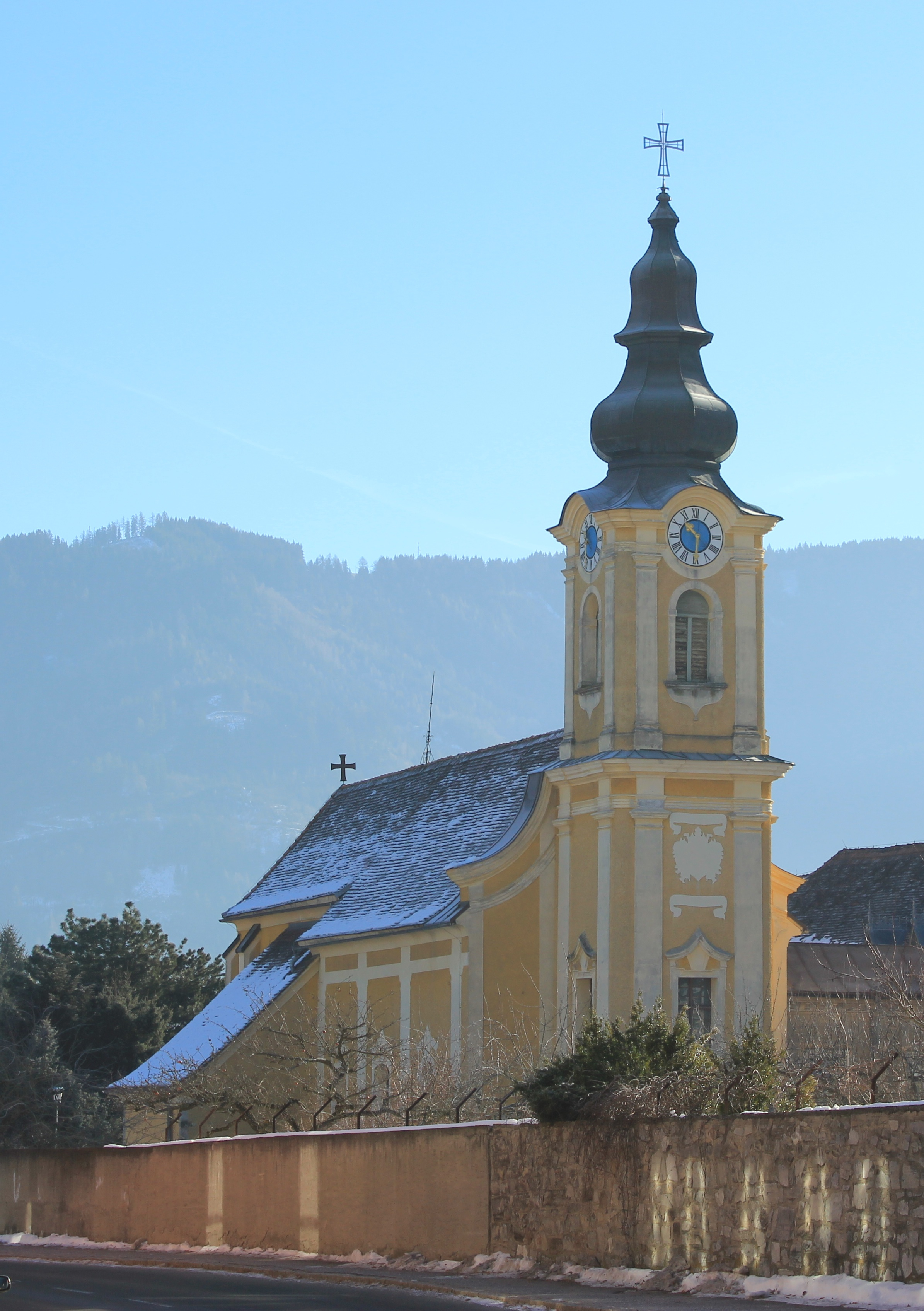

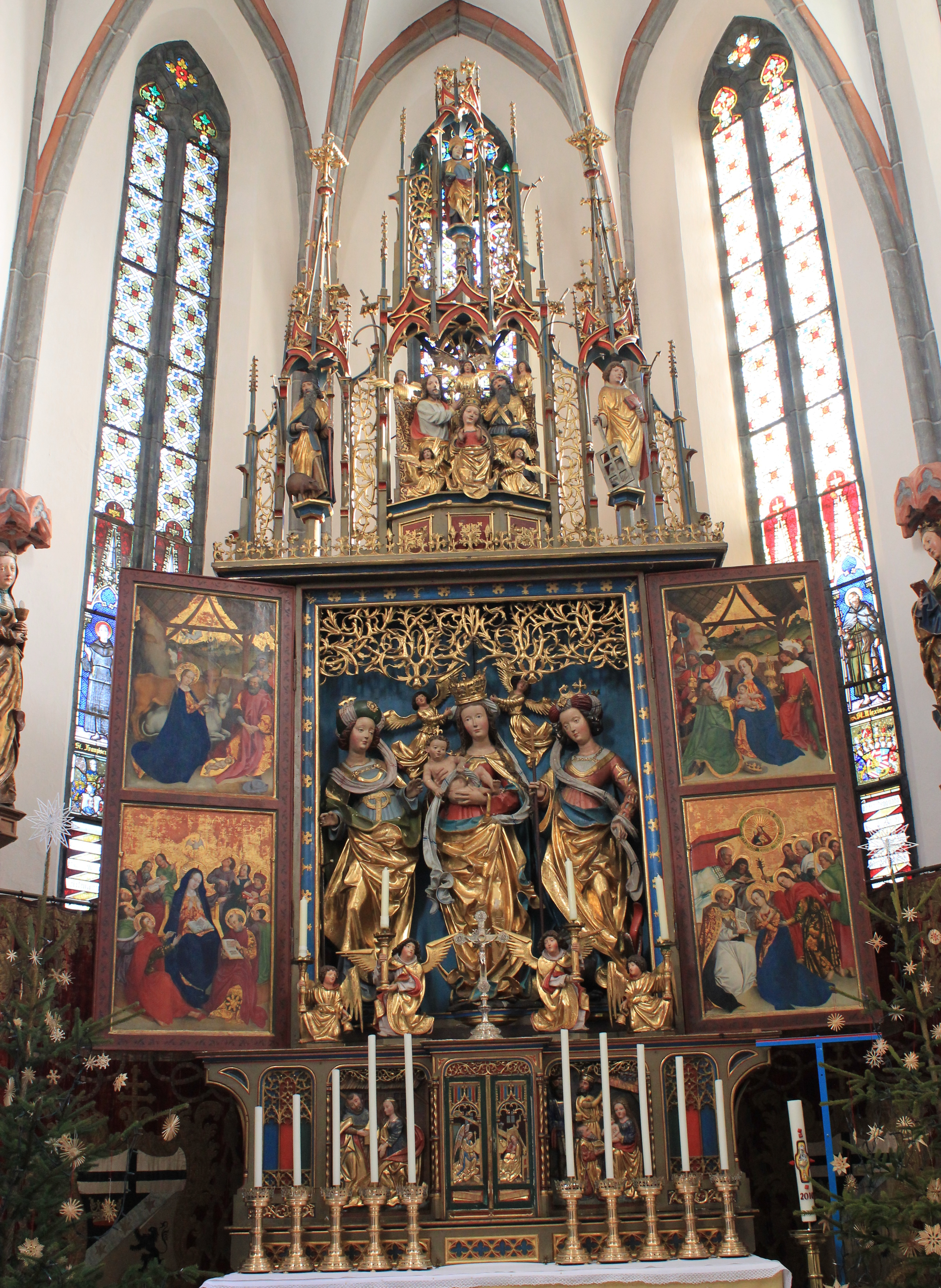
Hochaltar

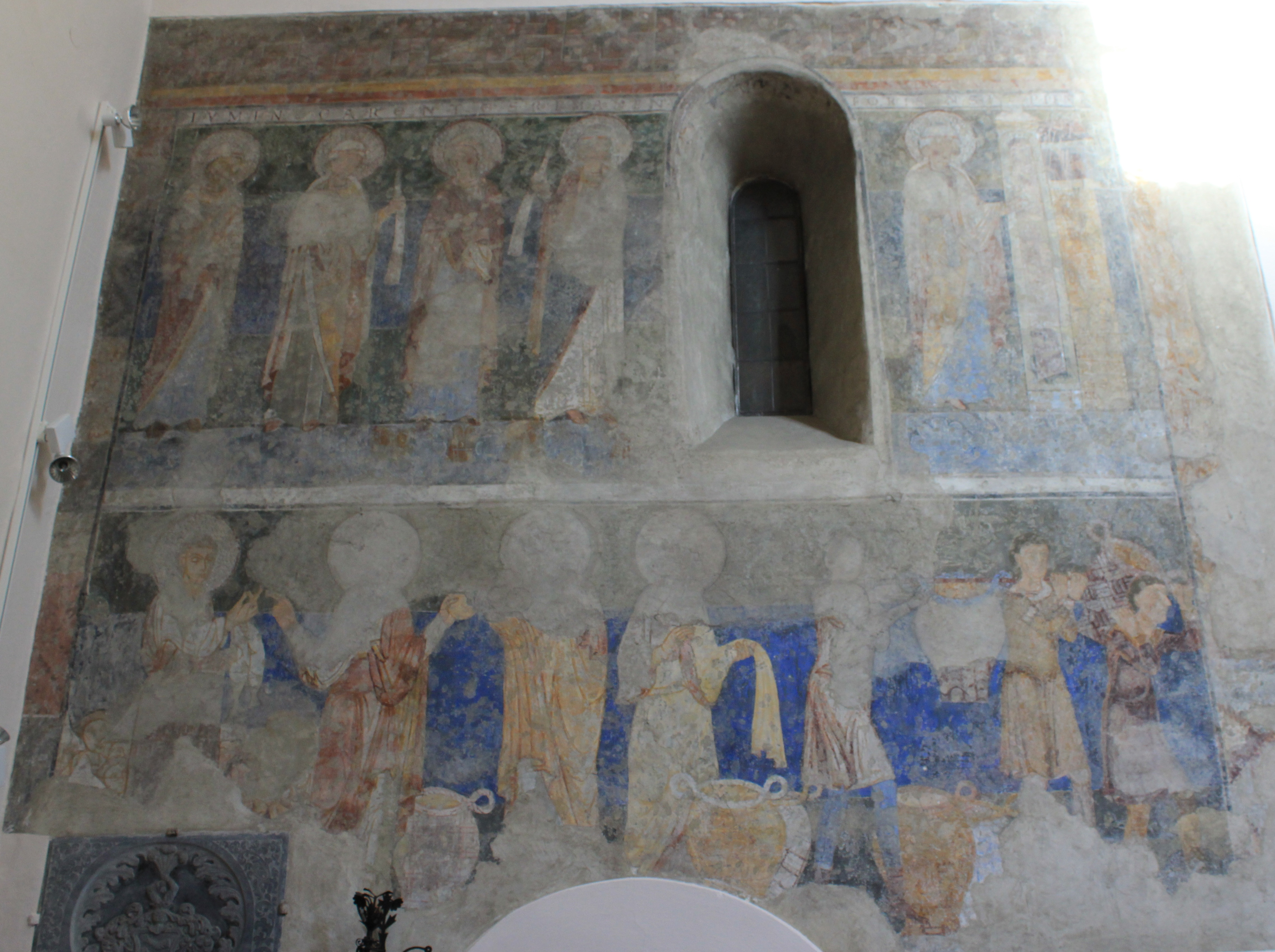
Fresko: oben die törichten Jungfrauen; unten die Brotvermehrung

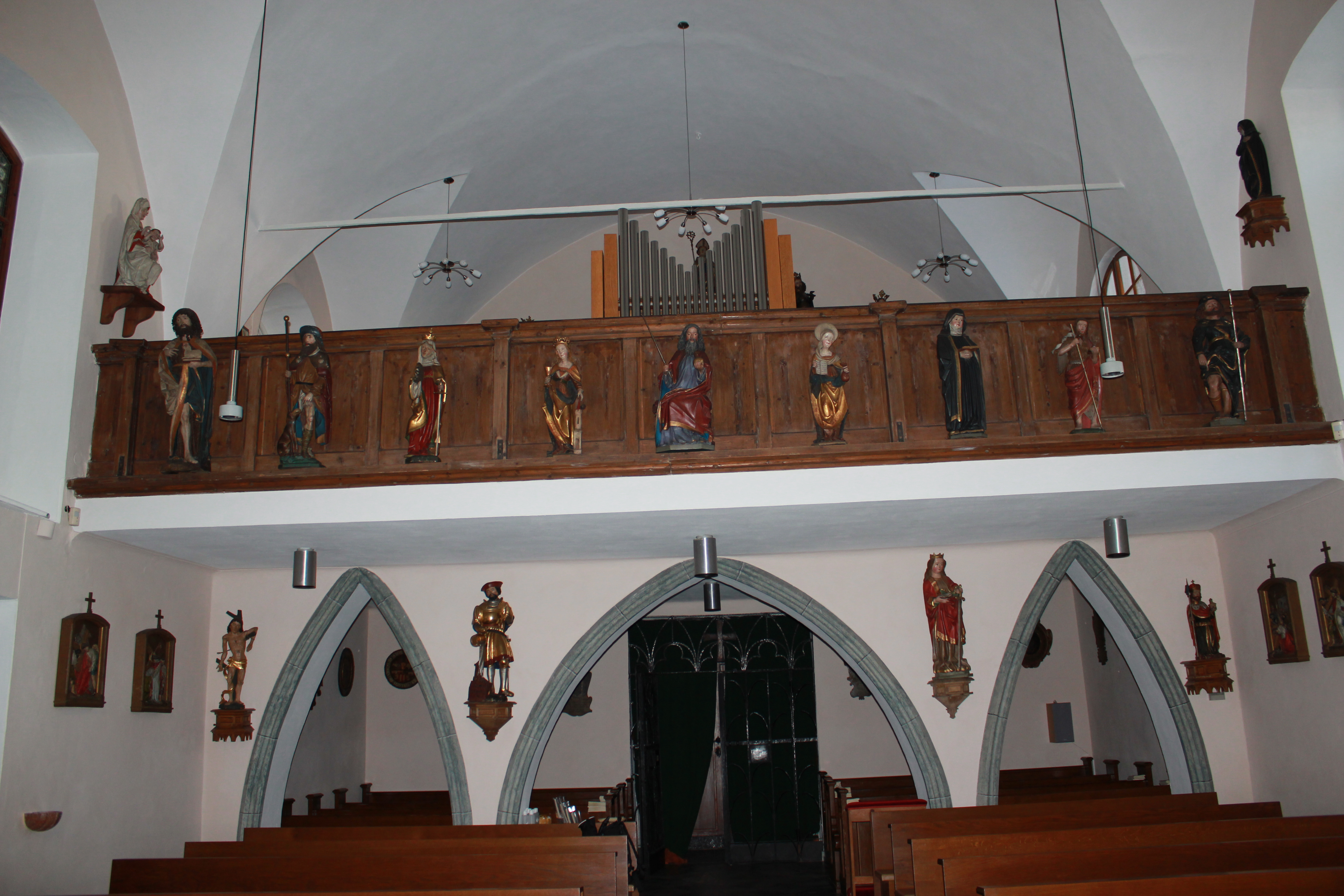
Blick auf die Orgelempore

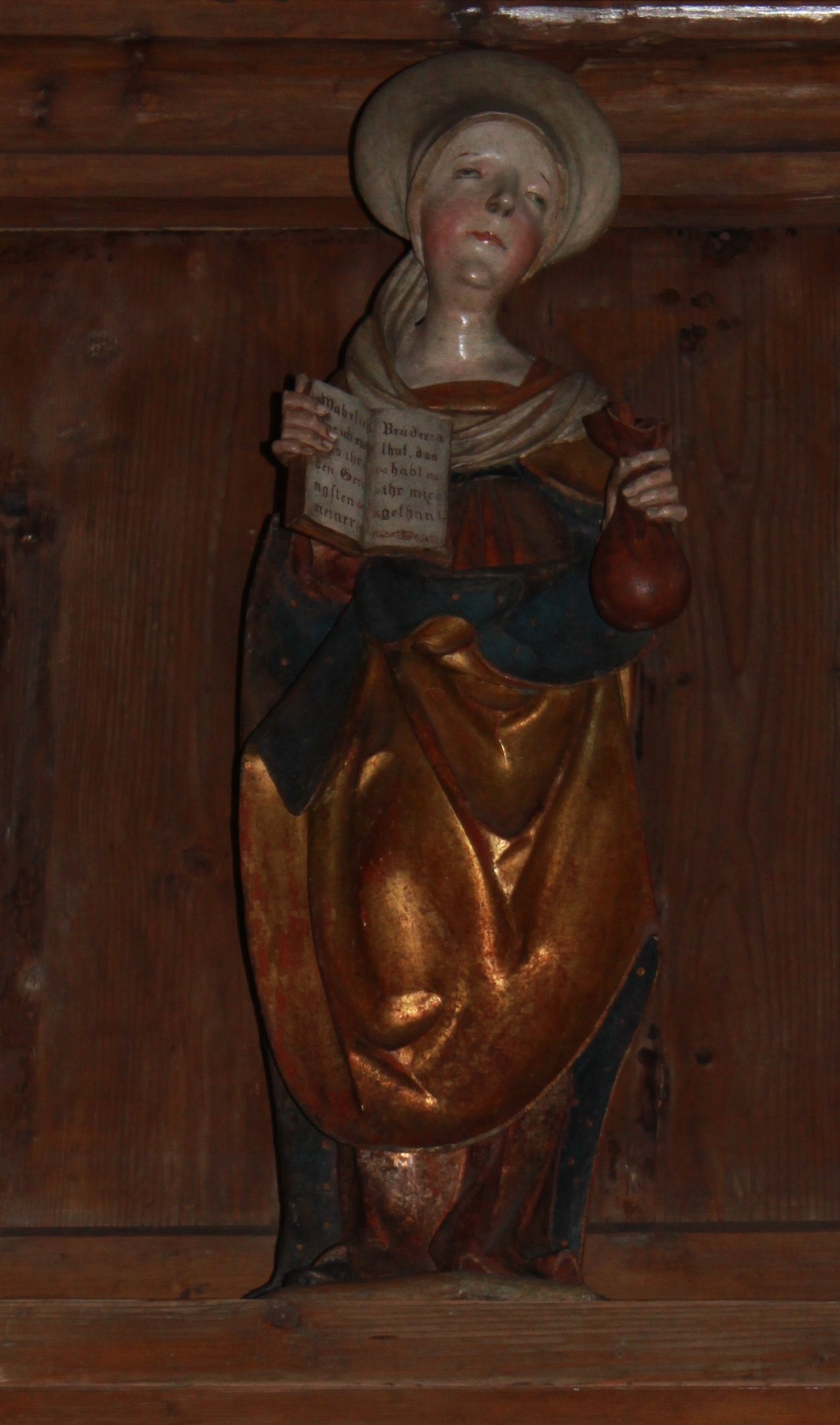
Heilige Hemma

Die Deutschordenskirche Friesach ist dem heiligen Blasius geweiht. Sie steht außerhalb der Stadtmauer im Süden von Friesach. Die Kirche wirkt in ihrem Erscheinungsbild wie ein gotischer, später barockisierter Bau, sie ist aber, bis auf die Chorverlängerung, ein im Kern romanischer Bau.

## Geschichte
Im Jahre 1203 wurde dem Deutschen Orden vom Salzburger Erzbischof Eberhard II. das Magdalenenhospital im Norden von Friesach übergeben. Noch vor 1275 übersiedelte der Orden an die heutige Stelle im Süden der Stadt. Die romanische Saalkirche wurde ca. hundert Jahre vor Inbesitznahme durch den Deutschen Orden – vermutlich von den Benediktinermönchen des Stiftes Admont, die nachweislich um 1167 in Friesach eine Niederlassung besaßen – erbaut. 1461 wurde die Kirche ein Raub der Flammen und 1492, nach einer Chorverlängerung, einem Sakristei- und Turmneubau vom Bischof von Lavant Erhard Paumgartner neu geweiht. Da der Hauptsitz des Ordens 1309 von Venedig nach Marienburg verlegt wurde, erfolgte, nach einem wirtschaftlichen Höhepunkt, ein Abstieg der Ordensniederlassung.
1582 wurde die Kirche abermals durch ein Feuer zerstört und erst 1612 wieder aufgebaut. Nach einer Generalvisitation 1719 erfolgte eine Barockisierung. 1809, zur Zeit der französischen Besetzung wurde der Orden aufgehoben und die Kirche verwahrloste zunehmend. 1859–1870 wurde das Kloster als Kaserne für verschiedene Husarenregimenter genutzt.
Ab 1879 wurde die Kirche unter Komtur Graf Eduard Gaston von Pettenegg renoviert und 1880 neu geweiht. Von Pettenegg verdankt die Kirche den Großteil ihrer heutigen Ausstattung. Nach dem Anschluss Österreichs an Deutschland wurde der Orden wieder aufgelöst und die Kirche 1939 an die Diözese Gurk übergeben. 1942 ging sie in das Eigentum der Gauselbstverwaltung über. Nach dem Krieg wurde die Kirche 1946 an den Deutschen Orden zurückerstattet. 1946, 1969 und 1977 fanden Renovierungen statt. Das gesamte Kircheninventar wurde in den Jahren 1971–1977 in den Werkstätten des Bundesdenkmalamtes in Wien restauriert.

## Bauwerk
Der eingezogene zweijochige Chor mit spitzbogigem Kreuzrippengewölbe und 5/8-Schluss wird von dreifach gestuften Strebepfeilern auf hohen Sockeln gestützt. Der Chorschluss wird von vier hohen zweiteiligen Lanzettfenstern mit ursprünglichem Maßwerk durchbrochen. Im Chorschluss ist nord- und südseitig eine zweiteilige Sakramentsnische mit rechteckigem Gewände eingelassen. Im östlichen Chorjoch befinden sich beidseitig Wandvertiefungen mit Spitzbogenbaldachinen für Sitznischen. Im westlichen Chorjoch sind zwei schmale romanische Rundbogenfenster eingelassen, wobei das nördliche in die Sakristei mündet.
Der Chorschluss und das östliche Joch wurden in der ersten Hälfte des 15. Jahrhunderts errichtet. Dagegen stammen das westliche Joch, über dem einst der Chorturm stand, und die Mauern des einschiffigen, dreijochigen Langhauses aus der Romanik. Um 1612 wurde das Langhaus mit einer Stichkappentonne neu eingewölbt. Im Westteil des Langhauses ist über einer dreiteiligen profilierten Pfeilerarkatur eine spätgotische Empore eingebaut. Die Mauern im Langhaus werden von barocken hochrechteckigen Fenstern durchbrochen.
Chor und Langhaus werden von einem eingezogenen, rundbogigen Triumphbogen mit breiter Laibung getrennt.
Im nördlichen Chorwinkel schließt eine gotische Sakristei an, über die sich ein Tonnengewölbe mit Stichkappen erstreckt. Ein rundbogiges Portal verbindet die Sakristei mit dem Chor.
Der Turm mit offener Eingangshalle ist dem Langhaus im Westen vorgestellt und stammt im Kern aus dem 15. Jahrhundert. Er wurde 1738 nach Plänen von Michael Robwalter barockisiert. Der dreigeschoßige Turm ist mit einem Zwiebelhelm bekrönt und wird durch Pilaster und profilierte Gesimse gegliedert. Auf der Westseite ziert in mittlerer Höhe ein blindes Stuckwappen den Turm. Über dem barocken Westportal befindet sich ein lateinisches Kreuz mit stilisierten Evangelistenfiguren, das von den Langobarden stammen könnte, dessen Echtheit aber in Frage gestellt wird.
Das spitzbogige, abgefaste gotische Südportal wurde von der 1891 abgebrochenen Wallfahrtskirche Heiligengestade erworben und verbindet heute das Langhaus über einen Trakt mit dem Kloster.

## Wandmalereien
Die Fresken im ersten Joch des Chores wurden um 1170–1180 geschaffen und 1946 wiederentdeckt und freigelegt.
An der Nordwand ist die wundersame Brotvermehrung dargestellt, darüber die törichten Jungfrauen. Ihnen gegenüber stehen an der Südwand die klugen Jungfrauen. Darunter ist ein stark zerstörtes Bild, auf dem die heiligen drei Könige zu erkennen sind. In den Laibungen des Südfensters sind die Propheten Jesaja und Jeremia aus dem zweiten Viertel des 13. Jahrhunderts zu sehen. Auf beiden Seiten bildet ein perspektivisches Mäanderfries den oberen Abschluss.

## Glasfenster
Die Fenster im Chor wurden Ende des 19. Jahrhunderts von adeligen Familien gestiftet. Dargestellt sind neben Wappen, im nordwestlichen Fenster die Heiligen Franziskus und Juliana, im Chorschlussfenster Aloisius von Gonzaga und Francesca Komaner, im südostseitigen Fenster Maximilian und Alexius. Im südlichen Glasfenster sind die Heiligen Franz Xaver und Katharina, Alexander und Agnes dargestellt.
Die Fenster mit Wappen im Langschiff wurden 1899 in einem Münchner Atelier gefertigt.
In der Sakristei ist eine Renaissancescheibe mit der heiligen Katharina von 1520 eingesetzt.

## Einrichtung

### Hochaltar
Der Hochaltar ist ein spätgotischer Flügelaltar, der 1883 aus der Wallfahrtskirche Heiligengestade am Ossiacher See erworben und im selben Jahr von Rochus Siess renoviert wurde. Die Flügel des vom Ossiacher Abt Wolfgang Gaispacher gestifteten Altars entstanden um 1512 in der Werkstätte des Thomas von Villach. Dem Meister des Lazarinischen Veronikaaltars wird die Auferstehung Christi und wahrscheinlich der Hortus conclusus zugeschrieben. In der Mitte des Schreins steht Maria als Himmelskönigin. Flankiert wird sie von der heiligen Katharina und Magareta. Im Gesprenge ist die Marienkrönung dargestellt. Seitlich wurden neuere Statuen der Heiligen Antonius und Laurentius hinzugefügt. Über der Marienkrönung steht die Figur des heiligen Blasius. Im linken geöffneten Flügel sind oben die Geburt Christi und unten das Pfingstwunder zu sehen, im rechten Flügel oben die Anbetung der Könige und unten der Tod Mariens. Am linken Außenflügel ist oben die Verkündigung an Maria, links unten die Verkündigungsallegorie des Hortus conclusus, am rechten Flügel oben die Beschneidung Christi, unten die Auferstehung Christi dargestellt.
Die neugotische Predella zeigt auf der Tabernakeltür die Verkündigung an Maria, rechts davon die Anbetung durch die Heiligen drei Könige. Über der Predella stehen vier Leuchterengel.
Neben dem Hochaltar hängen zwei goldbestickte Samtbehänge, die von einem Kardinal aus Lyon erworben wurden und denen das Wappen von Graf Pettenegg hinzugefügt wurde.

### Frankfurter Altar

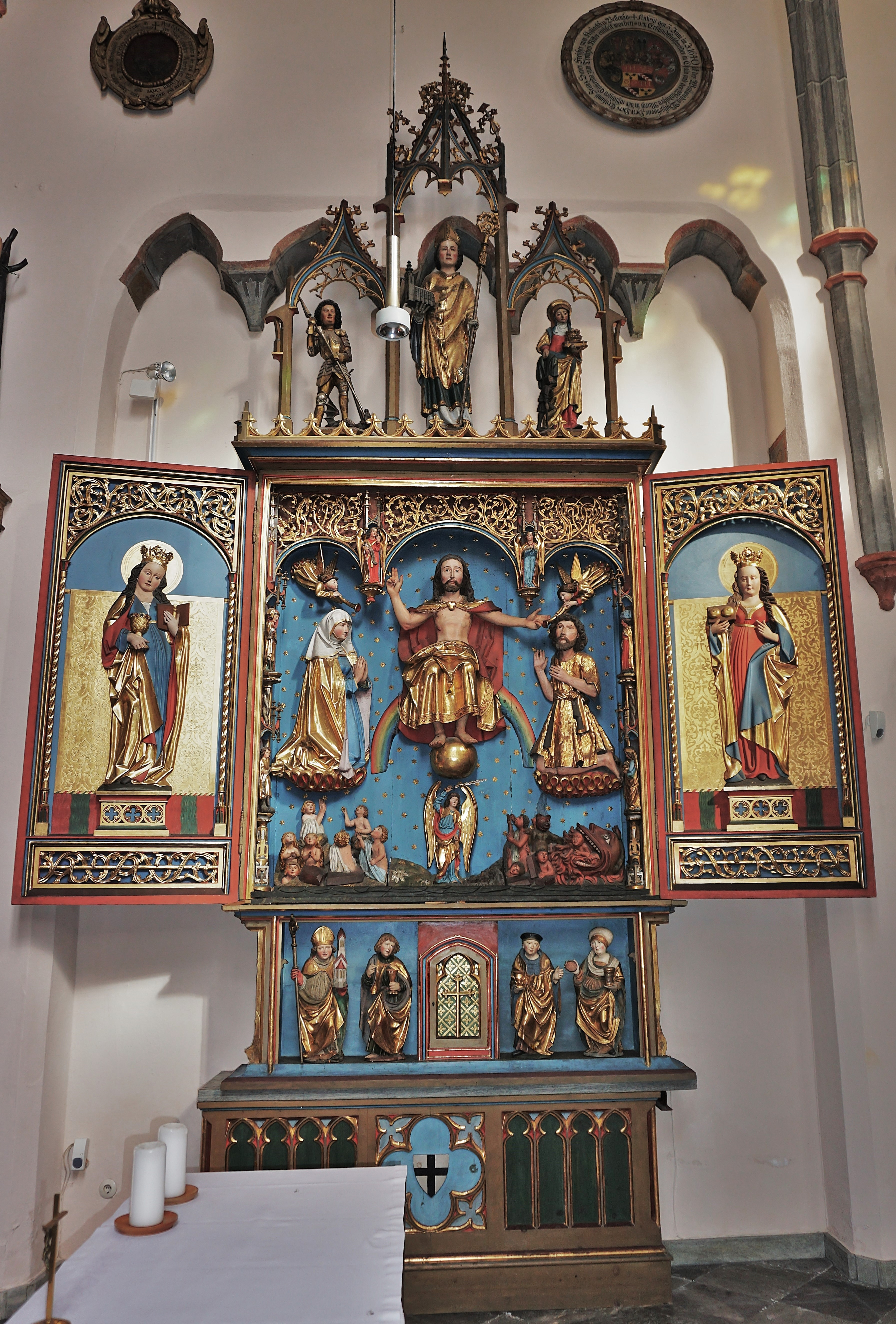
Frankfurter Altar

Dieser neugotische Flügelaltar des 19. Jahrhunderts steht in einer Flachnische der nördlichen Chorwand. Er wurde von der Deutschordenskommende Sachsenhausen in Frankfurt am Main erworben und neu zusammengestellt. Die Mittelfigur im Schrein ist Christus als Weltenrichter, daneben knien Maria und Johannes der Täufer. Darunter scheidet der Erzengel Michael die Gerechten von den Verdammten. Auf den Altarflügeln sind innen als Flachreliefs die heiligen Barbara und Agatha, außen als Temperagemälde die Heiligen Katharina und Agnes dargestellt.
Die Figuren in der Predella sind spätgotische Arbeiten aus der Villacher Werkstätte und stammen vermutlich vom Hochaltar. Sie zeigen die Heiligen Vitus (oder Blasius), Johannes der Evangelist, Maria Magdalena und Wolfgang. Im Gesprenge stehen die neugotischen Skulpturen der Heiligen Georg, Wolfgang und Elisabeth.
Ursprünglich stand an der Stelle des Frankfurter Altars eine um 1500 entstandene qualitätsvolle spätgotische Schnitzplastik des heiligen Georgs zu Pferde, diese wurde 1974 in die Schatzkammer des Deutschen Ordens in Wien überführt.

### Sonstige Ausstattung des Chores
An der Südwand des Chores hängt ein Tafelbild mit den Heiligen Dionysius, Vitus und Valentin. Dieses Bild ist vermutlich ein Flügel eines Vierzehn-Nothelfer-Altars und wird um 1520 datiert.
In der Chorschräge stehen unter Baldachinen die Konsolenfiguren der Heiligen Barbara und Katharina. An der Chorsüdwand stehen auf Konsolen die Statuen der Heiligen Jakobus der Ältere und Johannes der Täufer. Eine Skulptur des heiligen Sebastian vom Ende des 15. Jahrhunderts steht an der Nordwand des Chores.
Das großformatige Bild über dem Triumphbogen wurde um 1700 geschaffen und zeigt Christus mit den Leidenswerkzeugen. Dieses Bild soll aus dem Wiener Stephansdom stammen.
An der Triumphbogenlaibung hängen quadratische Bildtafeln mit den Aposteln Petrus und Paulus. Sie werden dem Tiroler Künstler Friedrich Pacher zugeschrieben und entstanden zwischen 1485 und 1490.

### Ausstattung des Langhauses
Über dem Triumphbogen ist eine um 1500 entstandene spätgotische Kreuzigungsgruppe angebracht. Sie stammt wie der Hochaltar aus Heiligengestade. An der Nordseite der Triumphbogenwand hängt das 1748 entstandene Altarbild des ehemaligen Hochaltars, es zeigt den heiligen Blasius vor der Madonna. Darunter ist ein um 1420 datiertes Vesperbild in Steinguss, vermutlich ein Werk des Salzburger Kunstkreises. An der gegenüber liegenden der Triumphbogenwand ist eine um 1730 gefertigte barocke Skulpturengruppe mit der heiligen Cäcilie angebracht: Ein kleiner schwebender Engel hält vor der Heiligen eine Handorgel.
An der Nordwand des Langhauses stehen auf Konsolen eine spätgotische Muttergottes mit Kind und Weintraube sowie ein barocker Josef mit Kind.
Die Kreuzwegstationen an den beiden Wänden sind eine zeitgenössische Stiftung des ehemaligen Hoch- und Deutschmeisters Erzherzog Wilhelm und wurden im Münchner Kunstatelier Mayer gefertigt.

### Figuren im Bereich der Empore
An der Emporenbrüstung stehen neun Statuetten. Diese sind (von links nach rechts): Johannes der Täufer, Rochus, Katharina, Barbara, Gottvater, Hemma, Ottilie und nochmals Johannes der Täufer und Rochus.
Unter der Emporenbrüstung an den Scheidewänden sind vier Figuren angebracht. Diese sind (von links nach rechts): Sebastian, Florian, Lucia und ein unbekannter Heiliger.
Im Raum über der Empore stehen die Heiligen Dorothea, Oswald, Ulrich, Nikolaus und eine unbekannte Märtyrerin.
An der Nordwand über der Empore steht auf einer Konsole die heilige Scholastika, ihr gegenüber sitzt Maria mit Kind.

### Sonstiges
Wie in allen Kirchen des Deutschen Ordens sind an den Wänden viele Toten- und Aufschwörschilde von ehemaligen Deutschordensangehörigen angebracht.
Daneben gibt es einige bemerkenswerte Grabplatten, die älteste vom 1241 verstorbenen Johannes Planitz.